# فاد لکلرک
فاد لکلرک (به انگلیسی: Fud Leclerc) (زاده ۱۹۲۴-درگذشته ۲۰ سپتامبر ۲۰۱۰) خواننده بلژیکی بود.
او نماینده بلژیک در یوروویژن ۱۹۵۶، یوروویژن ۱۹۵۸، یوروویژن ۱۹۶۰ و یوروویژن ۱۹۶۲ بود.